# Kościół San Geremia
Kościół San Geremia (pol. kościół św. Jeremiasza; pełna nazwa: chiesa dei Santi Geremia Profeta e Lucia Martire – kościół Świętych Jeremiasza Proroka i Łucji Męczennicy) – rzymskokatolicki kościół w Wenecji (dzielnica (sestiere) Cannaregio).
Należy do Patriarchatu Wenecji. Jest kościołem parafialnym parafii pod tym samym wezwaniem, wchodzącej w skład wikariatu Cannaregio – Estuario.
Jest miejscem przechowywania relikwii św. Łucji, przeniesionych tu z kościoła jej dedykowanego, wyburzonego w XIX wieku pod planowany dworzec kolejowy.

## Historia

### Poprzedni kościół
Kościół ufundowali w XI wieku Mauro Tosello i jego syn Bartolomeo, który zaplanowali go jako miejsce przechowywania relikwii św. Bartłomieja, przywiezionej z Apulii w 1043 roku. Kościół dedykowano starotestamentowemu prorokowi Jeremiaszowi, podobnie jak kościoły San Giobbe (św. Hioba) i San Moisè (św. Mojżesza), odzwierciedlające wpływ prawosławia w Wenecji. Kościół został przebudowany w 1174 roku przez dożę Sebastiana Zianiego i ponownie konsekrowany w 1292 roku. Na perspektywicznym widoku Wenecji, sporządzonym w 1500 roku przez Jacopa de’ Barbariego widoczny jest pierwotny plan kościoła: trzy nawy zakończone absydami, oświetlone przez otwarte okna na ścianach bocznych, jak również oś podłużną, usytuowaną równolegle do Canalasso i apsydami wychodzącymi na kanał Rio de Canaregio, przy którym wznosi się dzwonnica.

### Obecny kościół

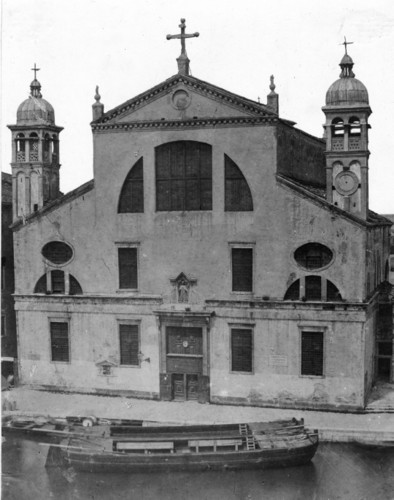
kościół Santa Lucia w 1861 roku, przed wyburzeniem

Obecny kościół jest efektem rozbiórki, a następnie całkowitej przebudowy, dokonanej przez architekta Carla Corbelliniego w latach 1753–1760. Pierwsza msza została odprawiona 27 kwietnia 1760 roku, gdy trwały jeszcze roboty budowlane. Prace budowlane przeciągnęły się na początek XIX wieku. Konsekracji kościoła dokonał w 1839 roku Patriarcha Giacomo Monico. Gdy w 1860 roku zaistniała konieczność budowy dworca kolejowego, zdecydowano się wyburzyć zrujnowany kościół Santa Lucia. Zgodnie z umowami, zawartymi z władzami kościelnymi, postanowiono przenieść szczątki św. Łucji do pobliskiego kościoła San Geremia. Przeniesienie nastąpiło 11 lipca 1860 roku pod nadzorem Patriarchy Angela Ramazzottiego i z udziałem duchowieństwa oraz mieszkańców miasta. Trzy lata później, 11 lipca 1863 roku ciało Świętej spoczęło w kaplicy, zbudowanej z materiału pochodzącego z prezbiterium zburzonego kościoła Santa Lucia. Uroczystościom przewodniczył Patriarcha Giuseppe Luigi Trevisanato. Później imię św. Łucji dodano do dedykacji kościoła św. Jeremiasza, który od tego momentu nosi podwójne wezwanie. W 1871 roku przebudowano fasady kościoła, które zostały uszkodzone w wyniku pożaru wywołanego ostrzałem austriackim w 1848 roku. 15 czerwca 1930 roku Patriarcha Pietro La Fontaine poświęcił nowy, zbudowany według projektu Gaetana Rossiego ołtarz i umieszczoną w nim marmurową urnę ze szczątkami św. Łucji. W 1955 roku patriarcha Angelo Giuseppe Roncalli (późniejszy papież Jan XXIII) chcąc podnieść znaczenie relikwii zaproponował wykonanie srebrnej maski na twarz św. Łucji. W 1968 roku, z inicjatywy proboszcza Alda Fiorina i dzięki hojności darczyńców dokonano restauracji kaplicy oraz urny.

## Architektura

### Wygląd zewnętrzny
W 1871 roku ukończono dwie marmurowe fasady podobnej konstrukcji, mające zastąpić te, uszkodzone przez ogień po austriackim bombardowaniu. Budowę fasad sfinansował baron Pasquale Revoltella. Jedna z nich wychodzi na Campo SanGeremia, a druga na kanał Rio di Cannaregio.

### Kampanila
43-metrowa kampanila, należąca do najstarszych w mieście, stanowi pozostałość XII-wiecznego kościoła. Jest przykryta oktagonalnym bębnem.

## Wnętrze

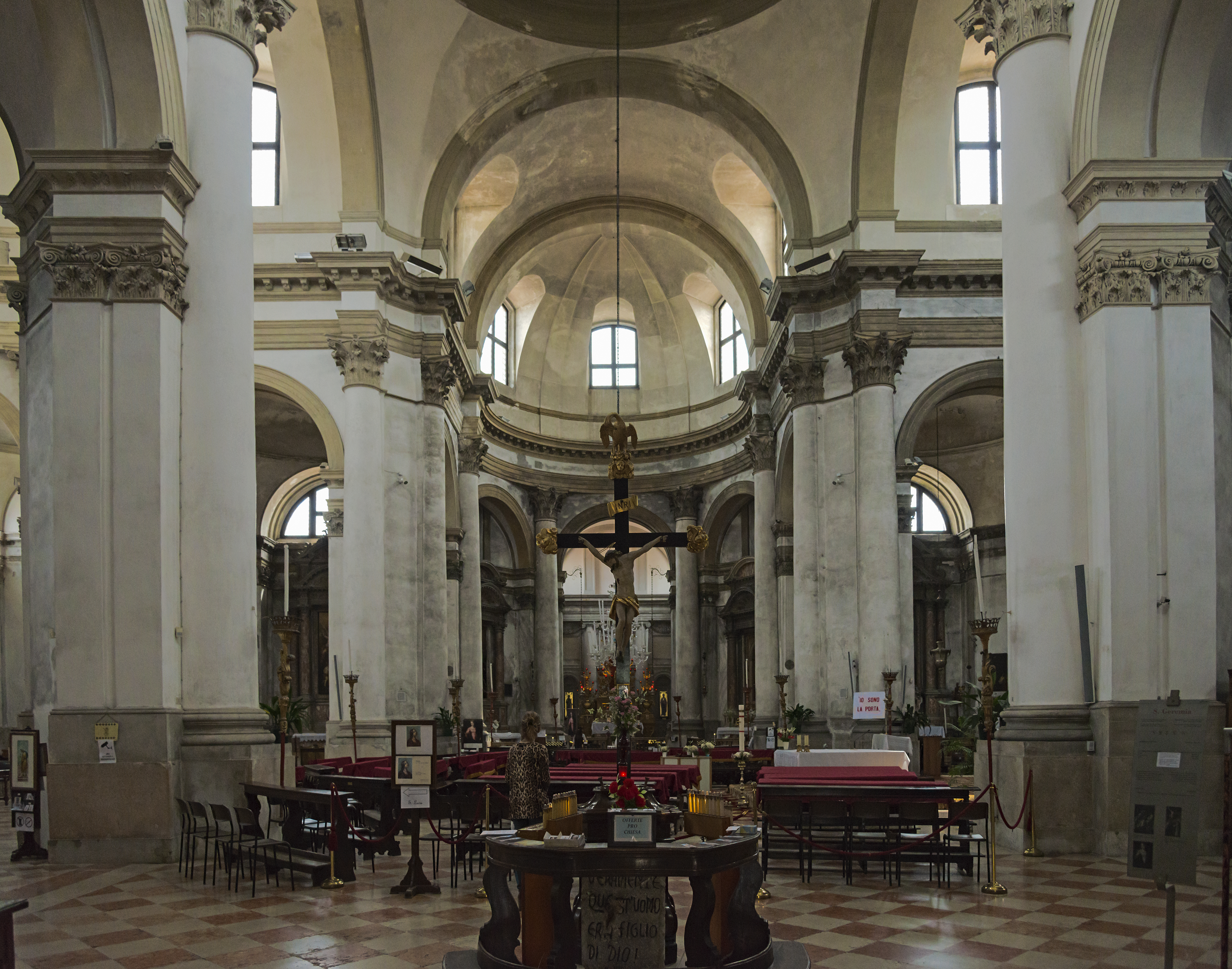
Wnętrze kościoła

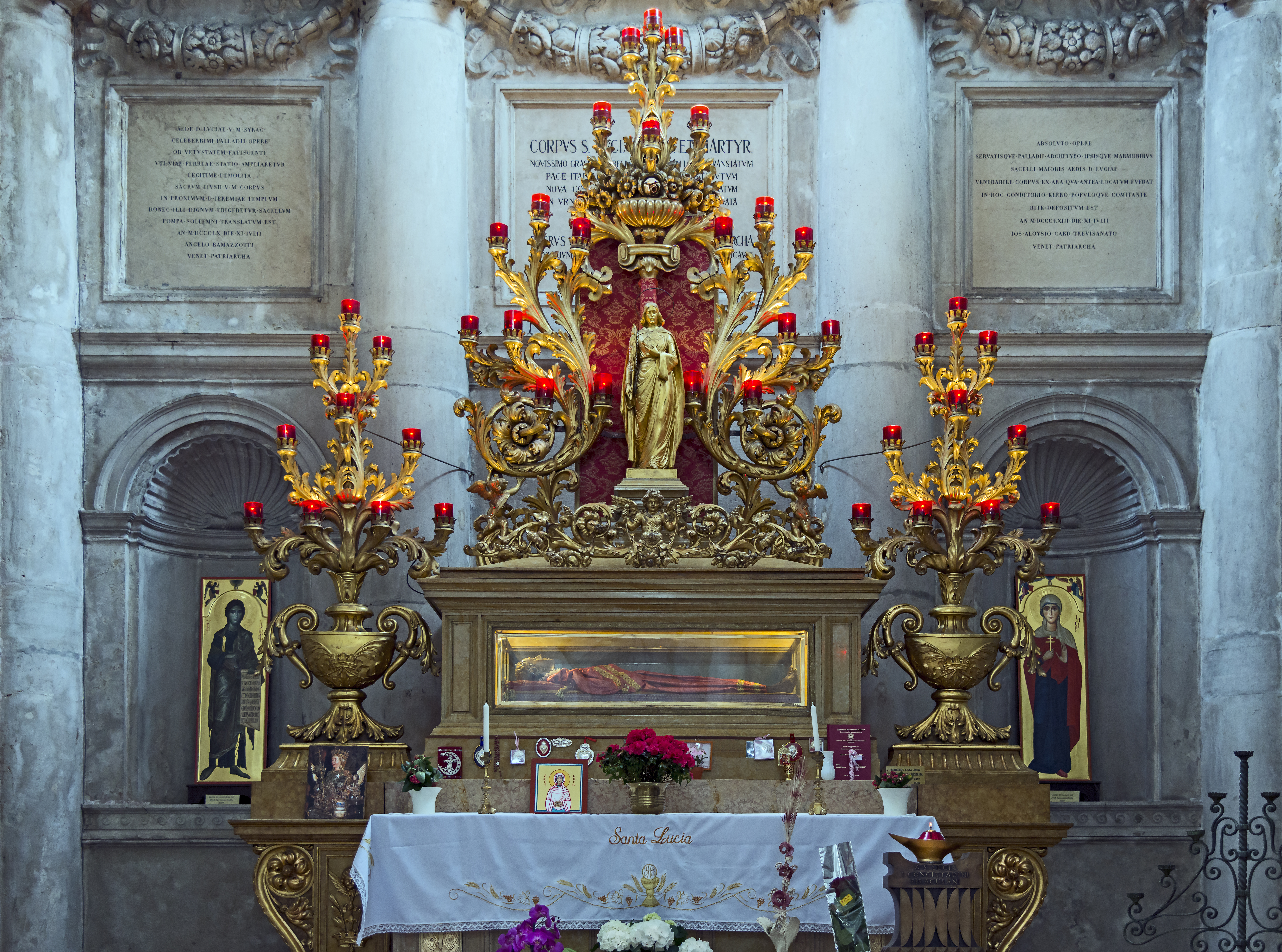
Relikwie św. Łucji

Kościół został zbudowany na planie krzyża greckiego z kopułą na skrzyżowaniu naw i półkopułami na końcach ramion krzyża. Wnętrze jest utrzymane w kolorystyce przybrudzonej bieli z barwnymi detalami. W kaplicy po lewej stronie, znajduje się, częściowo nienaruszone, ciało św. Łucji, wykradzione z Konstantynopola przez Enrica Dandola w 1204 roku. W 1981 roku ciało Świętej zostało ponownie wykradzione, tym razem z obecnego kościoła; dokonali tego uzbrojeni mężczyźni, którzy w dodatku zgubili głowę świętej, która oderwała się, zanim wyszli oni z kościoła. Ciało Świętej zostało znalezione miesiąc później w domku myśliwskim. Jej twarz pokrywa srebrna maska, natomiast widoczne są jej wyschnięte dłonie i stopy. W kościele przechowywane są również inne relikwie, między innymi kości świętych Tomasza i Bartłomieja oraz żebro św. Marii Magdaleny.

### Dzieła sztuki
Na wewnętrznej ścianie fasady wisi obraz Palmy młodszego, Spotkanie Świętego Joachima ze Świętą Anną. W pierwszym ołtarzu po prawej stronie znajduje się obraz Pietra Antonia Novellego, Oczyszczenie Maryi, a w drugim – Chrystus podtrzymywany przez aniołów pędzla Johanna Carla Lotha. W prawym ramieniu transeptu widnieją między innymi obrazy: Najświętsza Maryja Panna Wniebowzięta obecna przy koronacji Wenecji przez biskupa San Magno Palmy młodszego i Prezentacja Maryi w świątyni Bernardina Lucadella. Na ścianie kaplicy po prawej stronie wiszą dwa obrazy Palmy młodszego, natomiast w ołtarzu znajduje się grupa rzeźbiarska Maryja Dziewica pomiędzy Świętym Franciszkiem Salezym a Świętym Janem Nepomucenem dłuta Giovanniego Marchioriego. Na ołtarzu głównym w prezbiterium znajdują się figury Proroka Jeremiasza i Świętego Piotra dłuta Giovanniego Ferrariego.
Na ścianie kaplicy po lewej stronie wiszą drzwiczki organowe z wymalowanymi przedstawieniami Zwiastowania oraz Świętego Augustyna i Świętej Łucji, przypisywane Palmie młodszemu. W kaplicy Świętej Łucji oprócz jej relikwii znajdują się obrazy: Dwa epizody z życia Świętego Leonarda pędzla Francesca Fontebassa, Święty Wincenty Ferreriusz, przypisywany A. Marinettiemu oraz Święta Łucja i Święta Maria Magdalena Palmy młodszego. W ołtarzach po lewej stronie znajdują się obrazy: Święta Rodzina Giambattisty Mengardiego (pierwszy) i Zdjęcie z krzyża Agostina Ugoliniego (drugi).

#### Obrazy

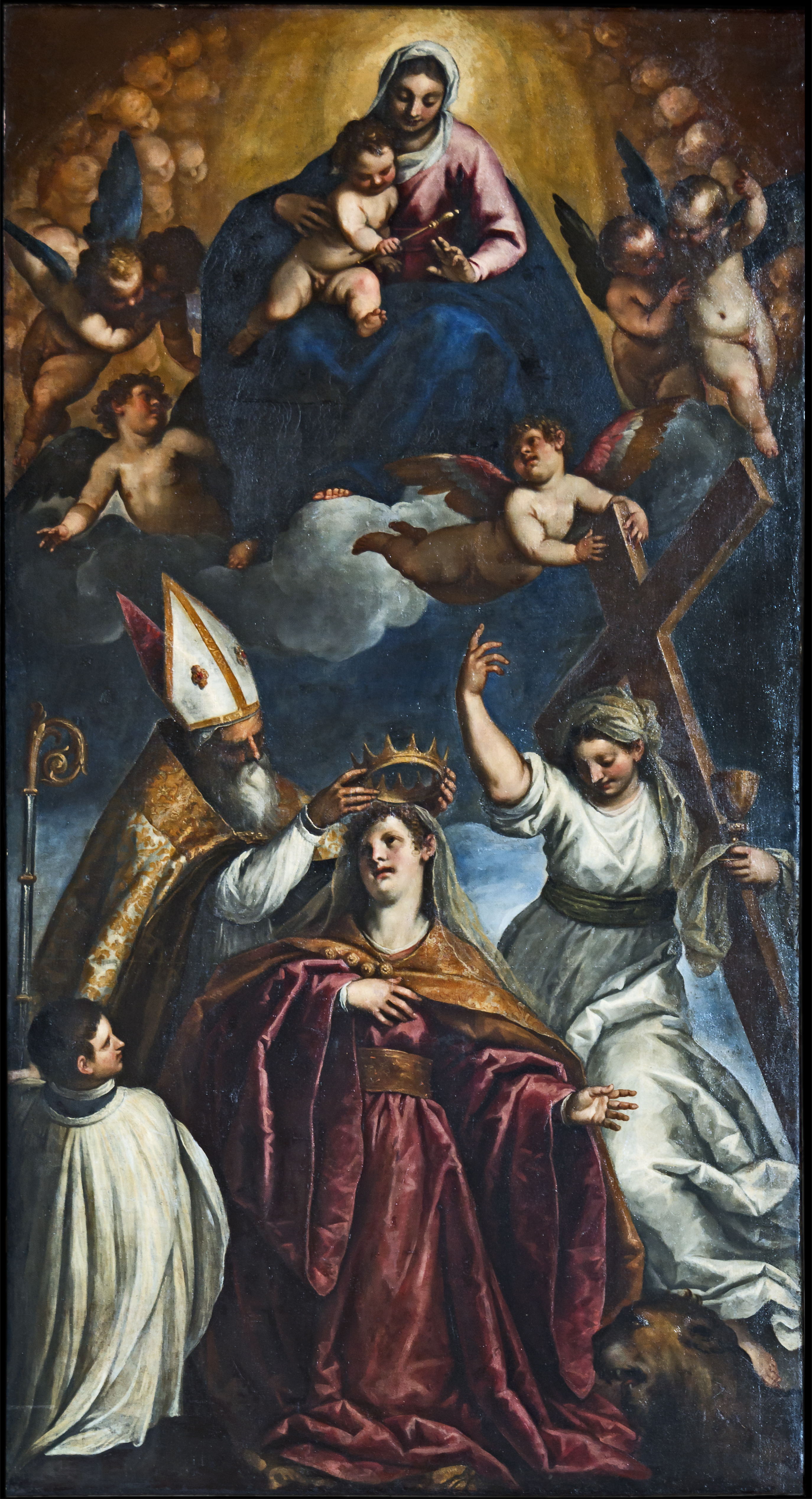
Palma młodszy, Najświętsza Maryja Panna Wniebowzięta obecna przy koronacji Wenecji przez biskupa San Magno
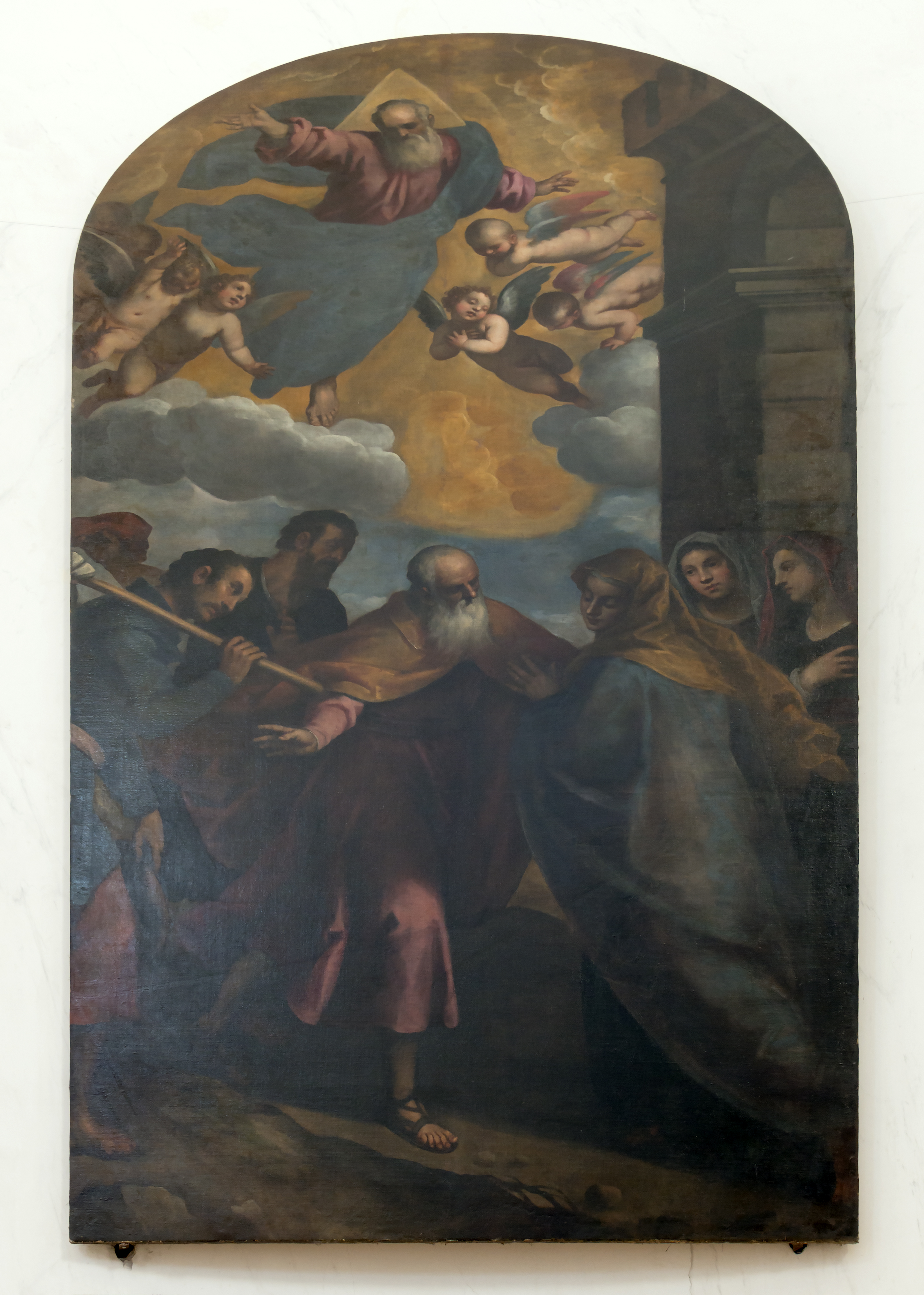
Palma młodszy, Spotkanie Świętego Joachima ze Świętą Anną, 1595
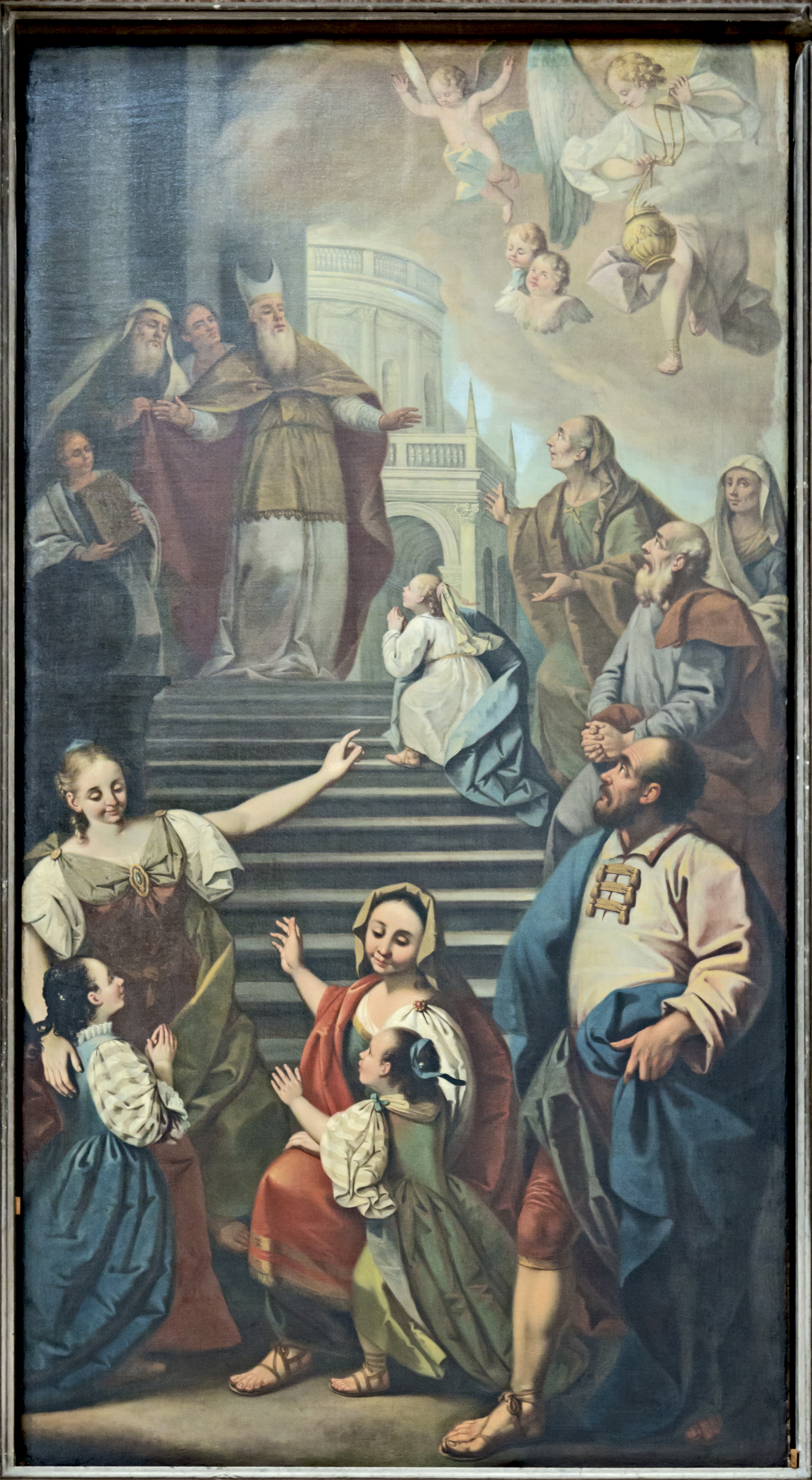
Bernardino Lucadello, Prezentacja Maryi w świątyni
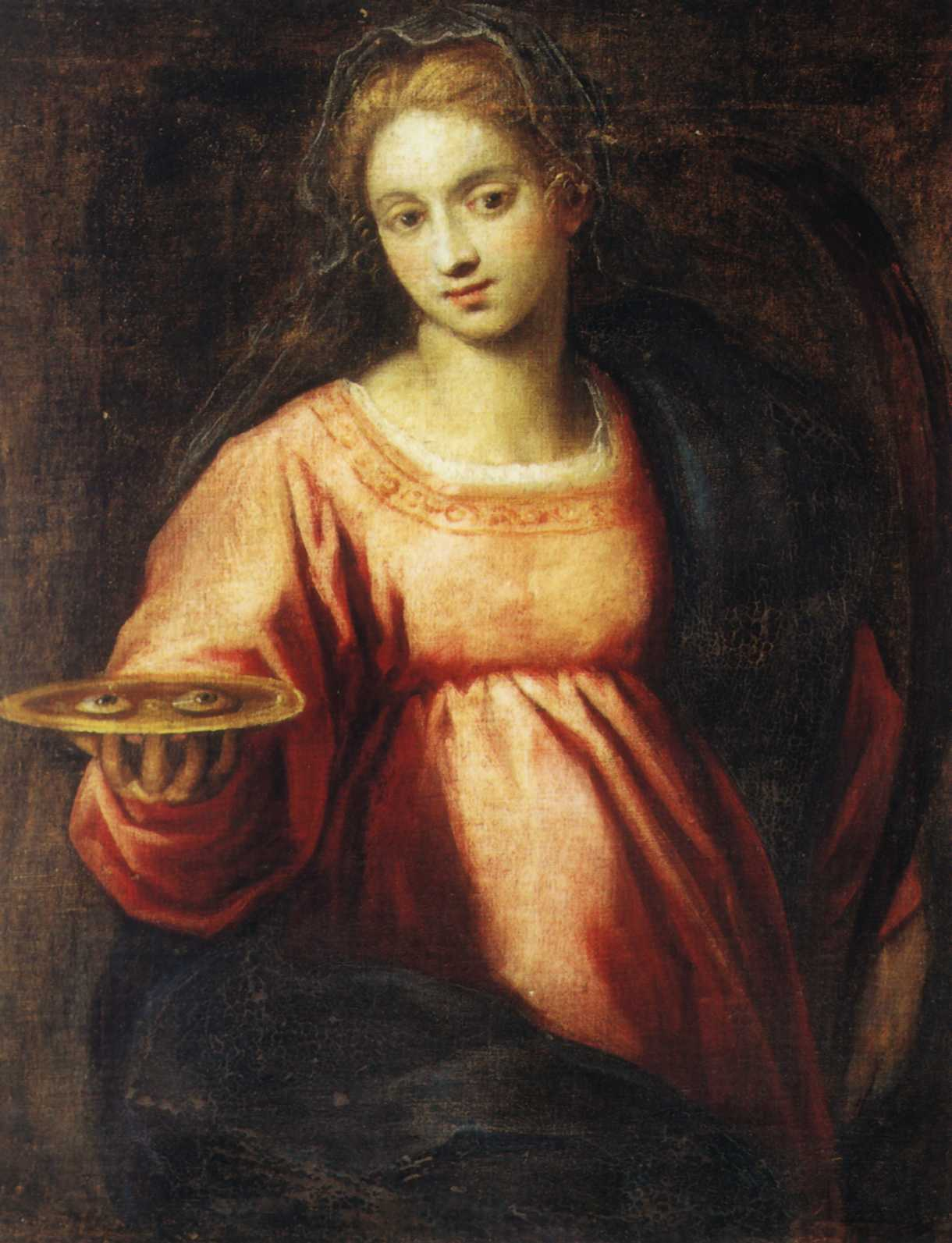
Palma młodszy, Święta Łucja
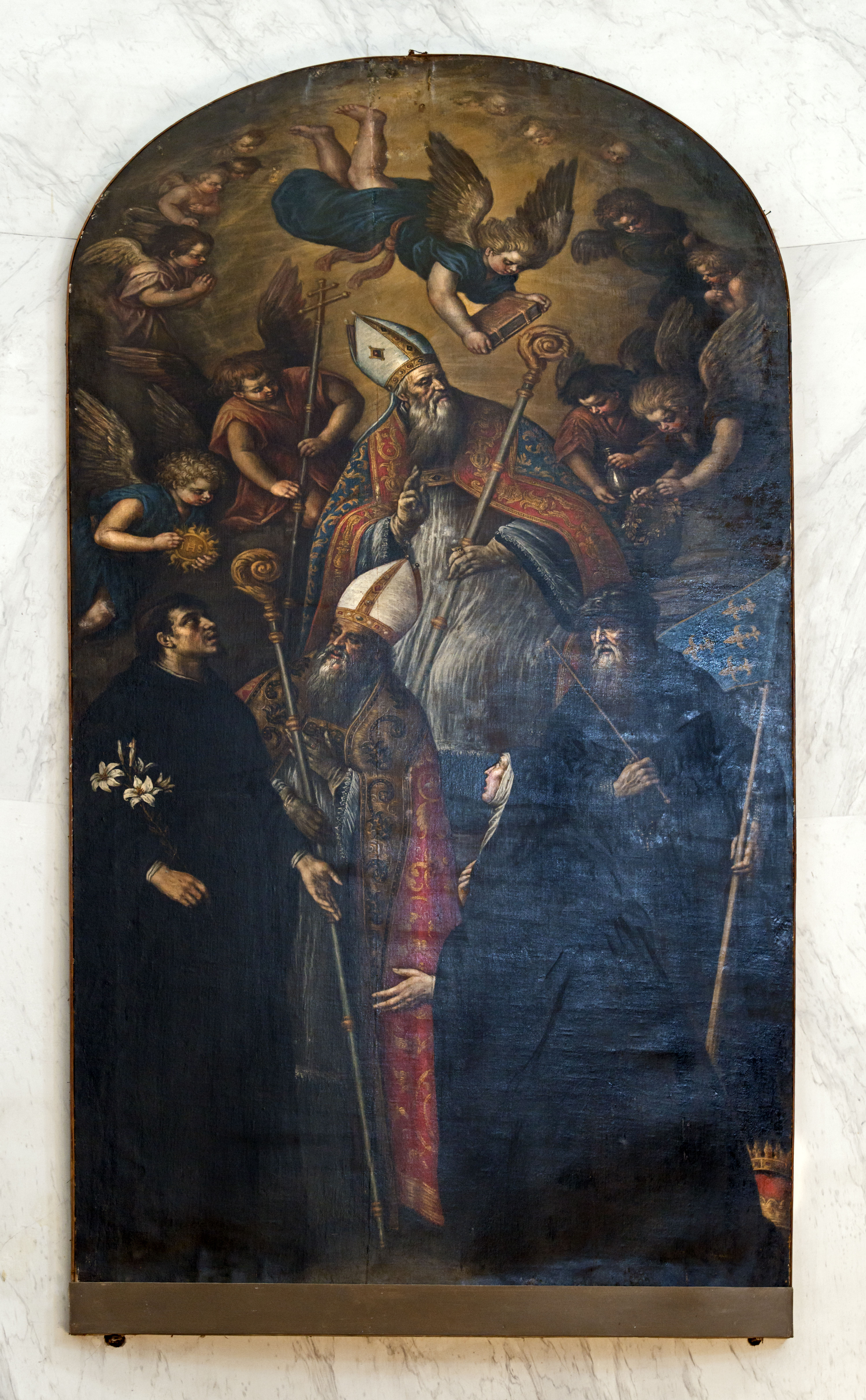
Leandro Bassano, Chwała Świętego Augustyna
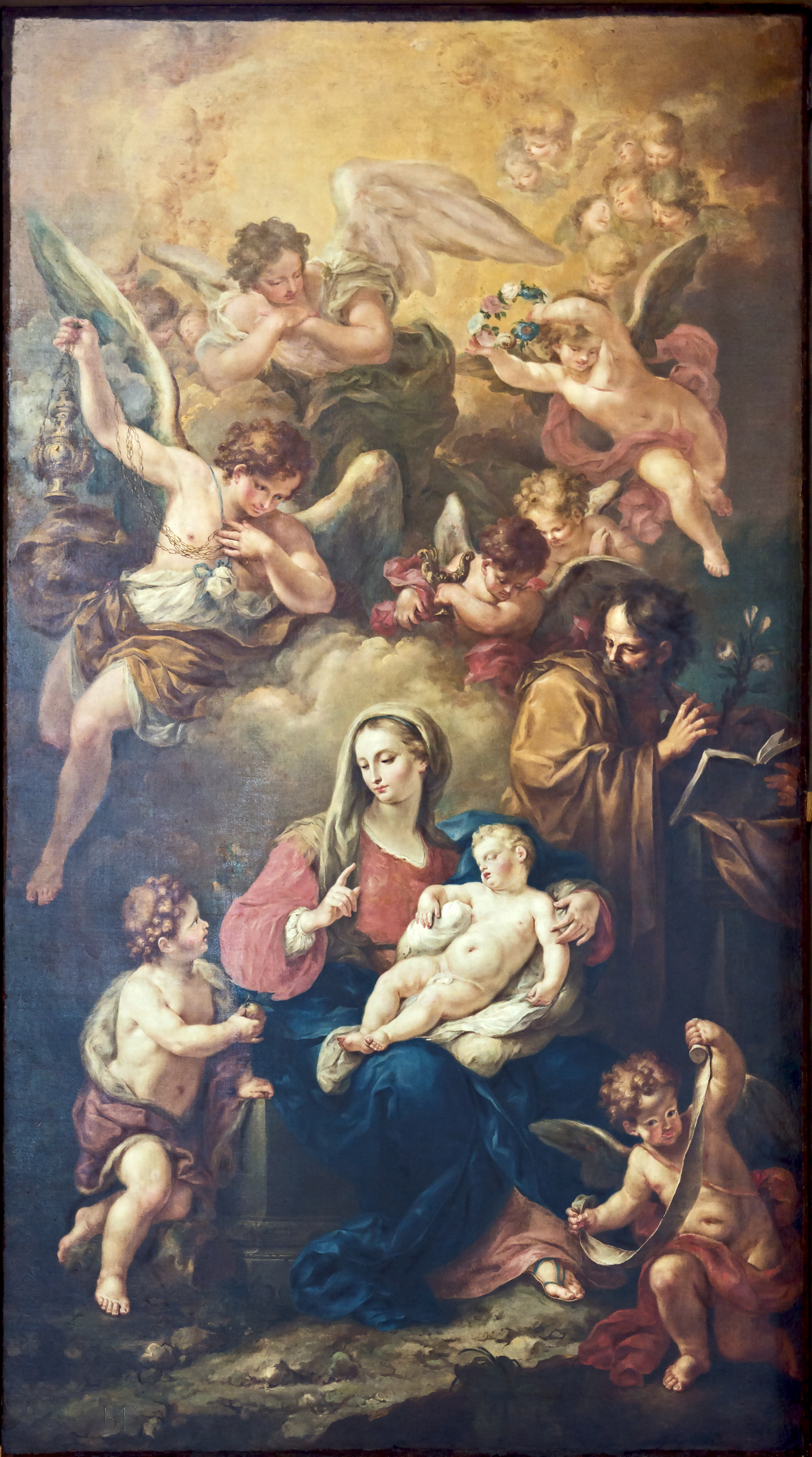
Giambattista Mengardi, Święta Rodzina
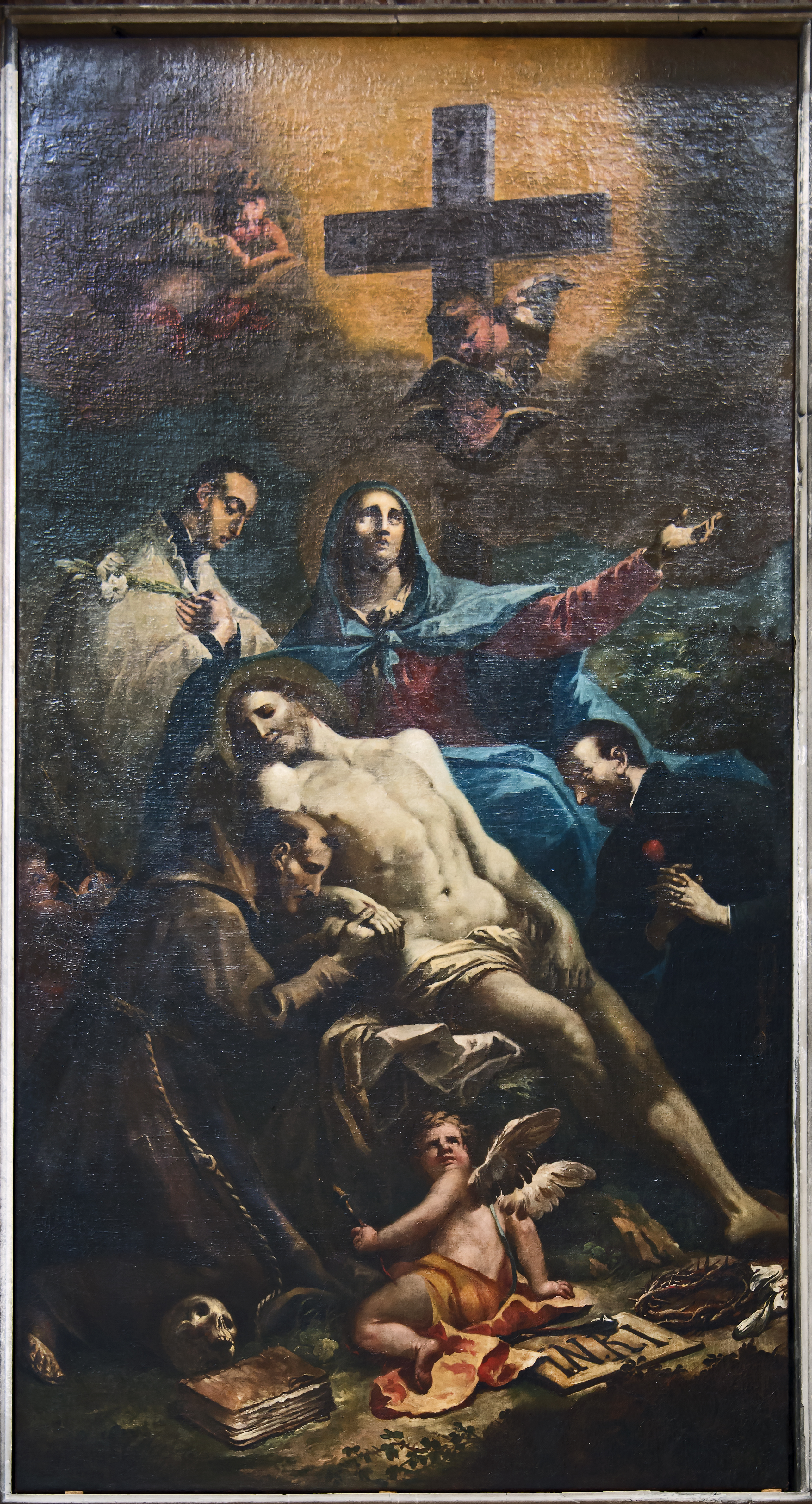
Agostino Ugolini, Zdjęcie z krzyża

#### Rzeźby

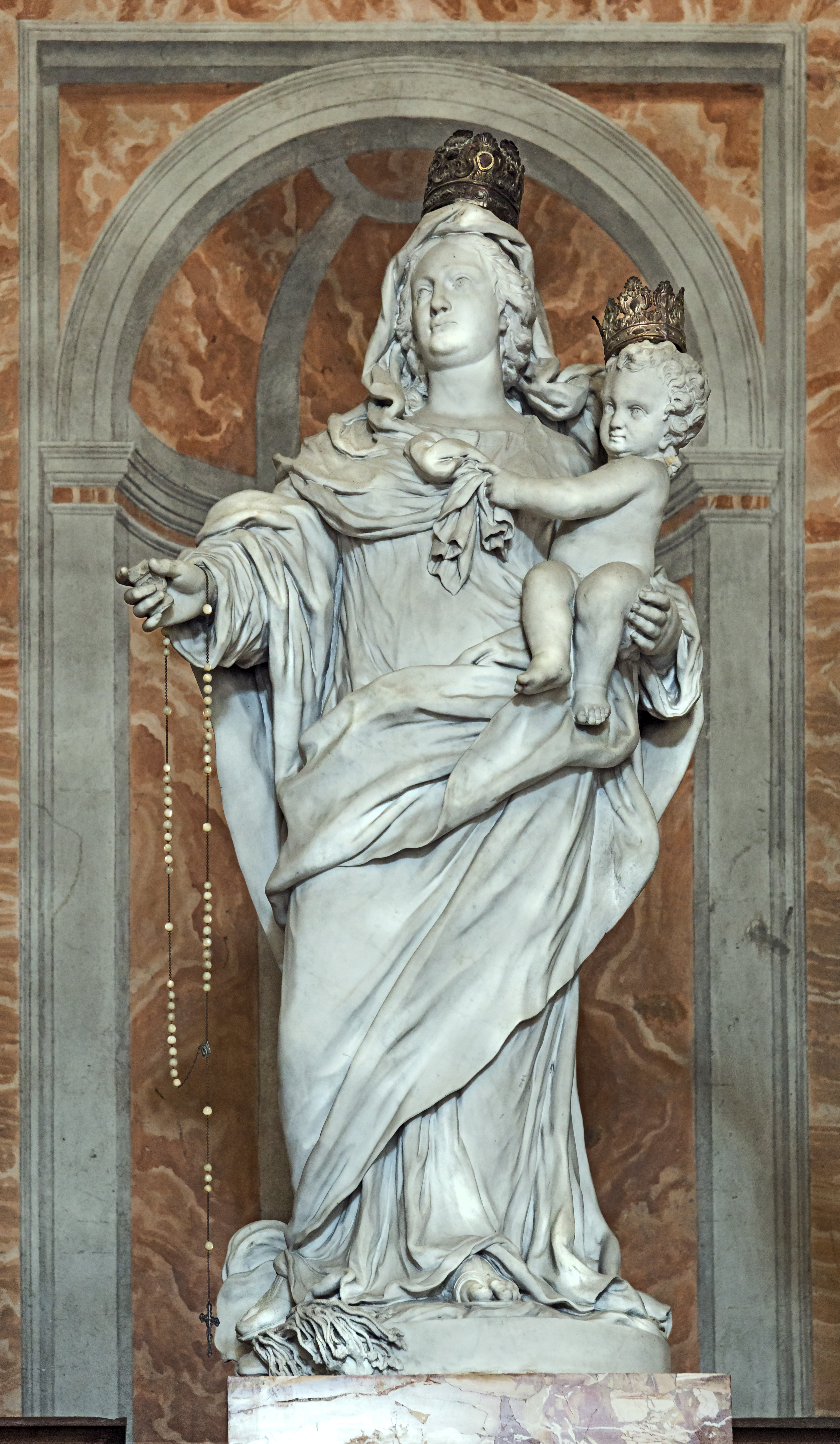
Giovanni Maria Morlaiter, Matka Boża Różańcowa
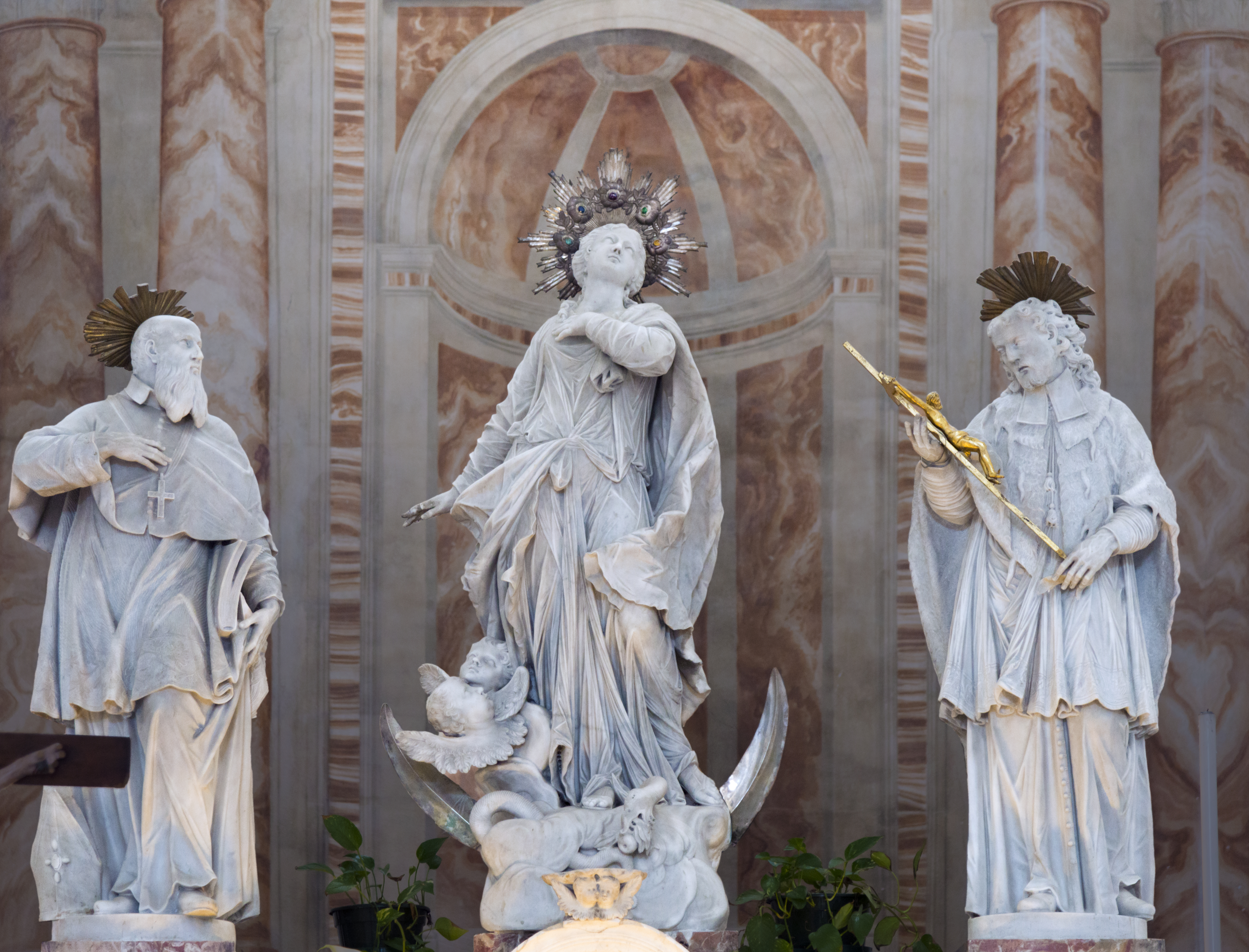
Giovanni Marchiori, Maryja Dziewica pomiędzy Świętym Franciszkiem Salezym a Świętym Janem Nepomucenem
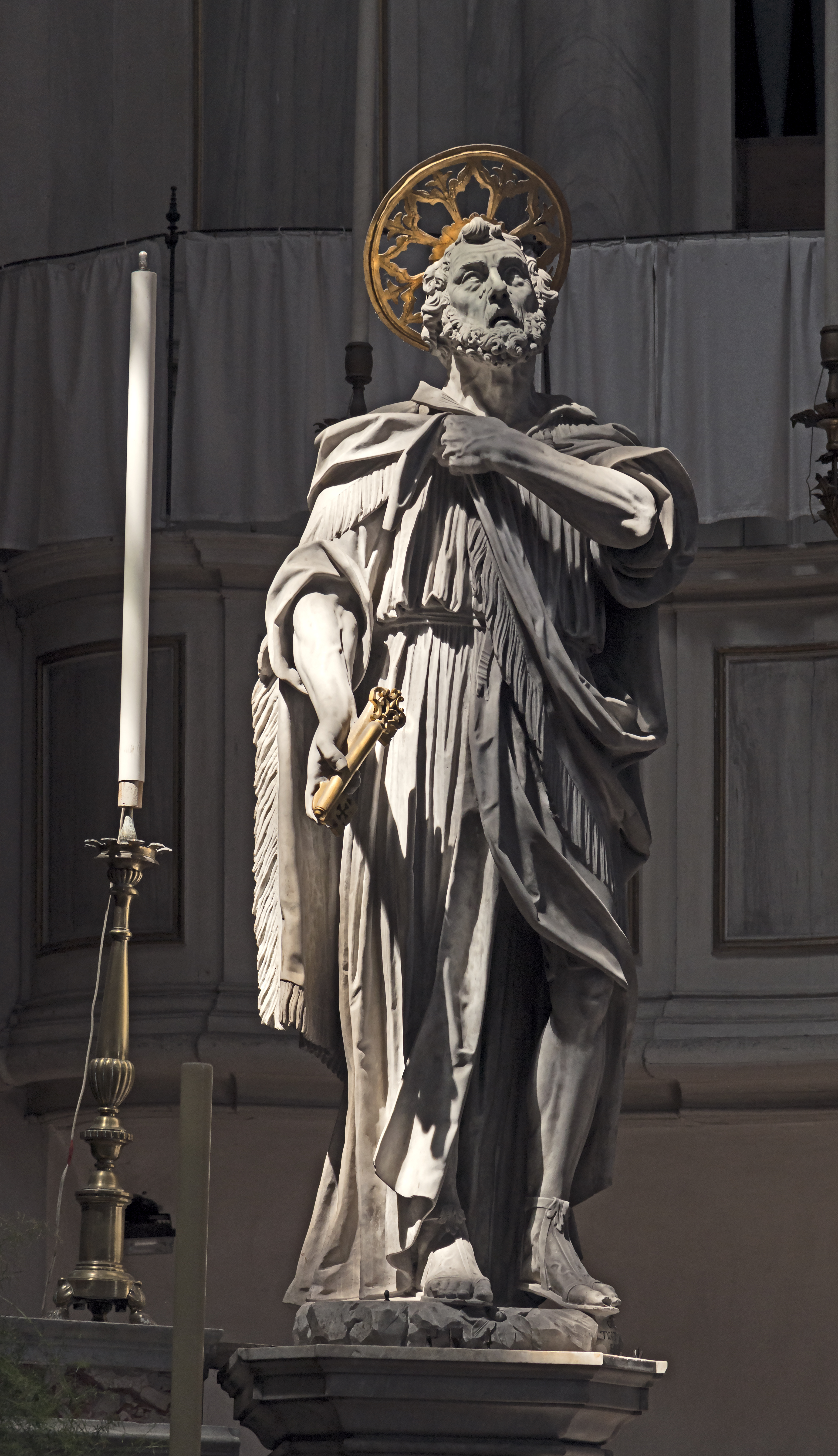
Giovanni Ferrari, Święty Piotr